# The Brandery

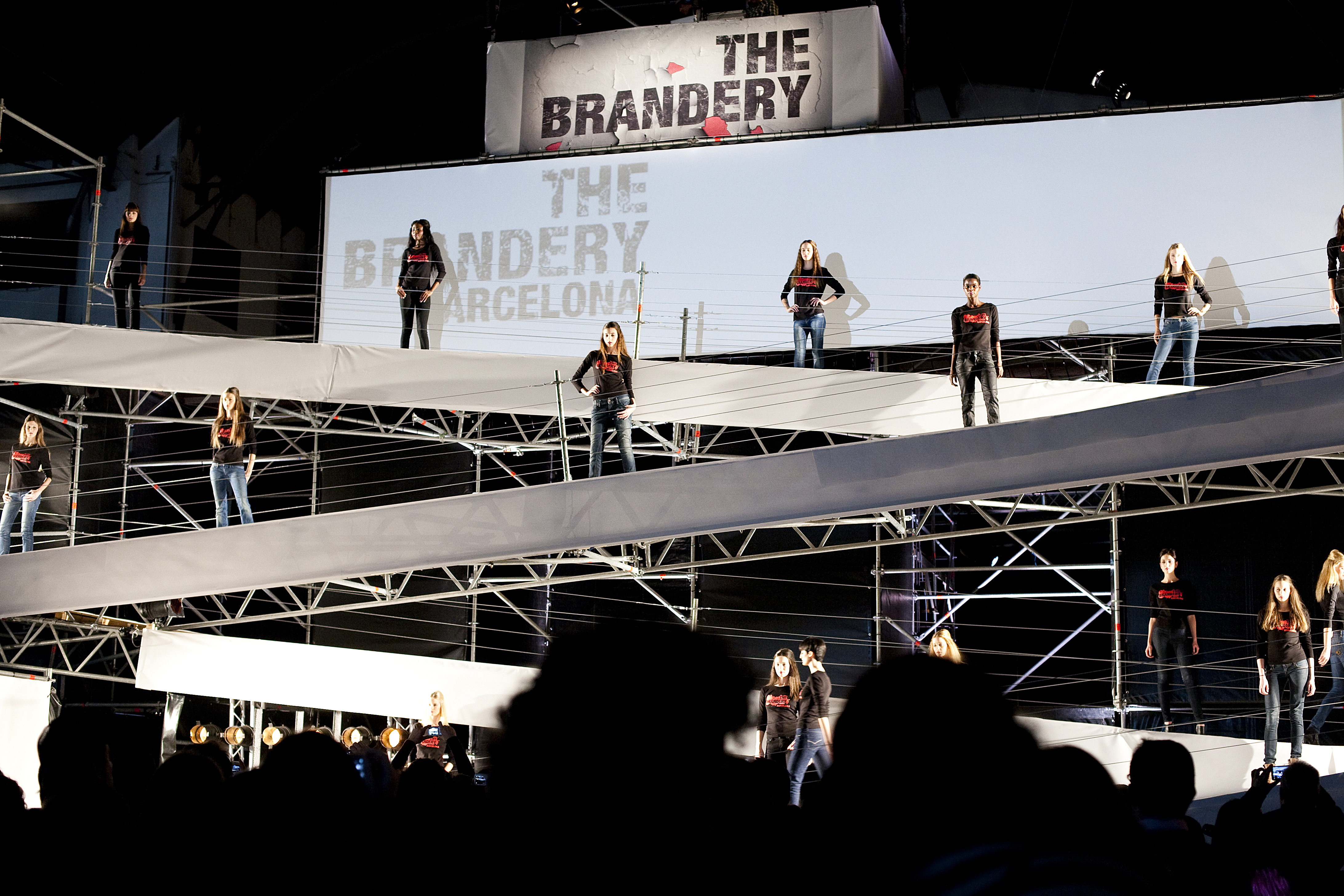
Desfile en The Brandery, enero de 2011

The Brandery fue una feria de diseño y moda urbana, organizada por la Feria de Barcelona entre 2009 y 2012. La primera edición se celebró en Barcelona en el mes de julio de 2009 dirigida inicialmente a visitantes profesionales. Contaba con dos ediciones cada año, en verano y en invierno.

## Historia
En la primera edición participaron 113 marcas. En la tercera edición, en julio de 2010, el número creció hasta 215 marcas, con 17.000 visitantes, una cuarta parte de ellos de fuera de España. La quinta edición, en julio de 2011, fue inaugurada por Xavier Trias, alcalde de Barcelona, y por el director del salón, Miquel Serrano, y contó con la novedad de una zona abierta al público, denominada Brandtown.
Entre las marcas y diseñadores que han participado en la feria figuran Desigual, Custo Barcelona, Munich, Armand Basi, Buff, Sita Murt, Camper, le Coq Sportif, Kaporal y North Sail. También han participado revistas como Elle, Cosmopolitan y Vogue. En la edición de julio de 2011 se presentaron propuestas de Stella Mc Cartney, Vivienne Westwood, Blumarine, Iceberg, Alberta Ferretti, Moschino, Frankie Morello, Roberto Cavalli y Parah.
En The Brandery Winter 2012 participaron marcas como Ian Mosh, Superdry y Laga con expositor propio, y como Koolaburra, J.J.Winters y Tolani representadas en el expositor de cap-richo.com. Otras marcas de estilo urbano que dejaron ver por primera vez en esta edición de invierno 2012 fueron Sky Republic, Aggabarti, Replay, Andrés Sardà, Minnetonka, Slazenger y Veneno en la Piel entre otras.

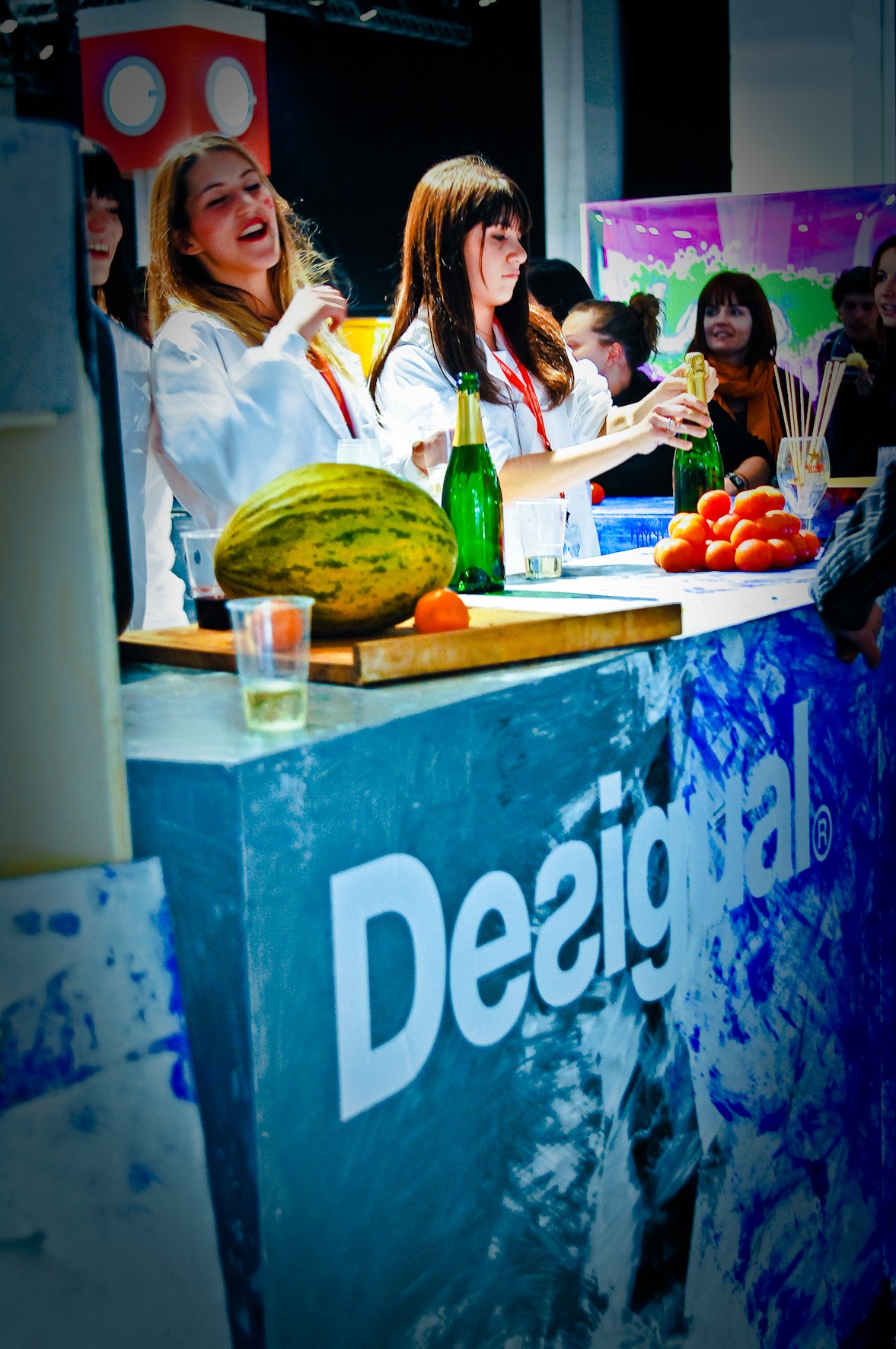
Desigual, en la edición 2010
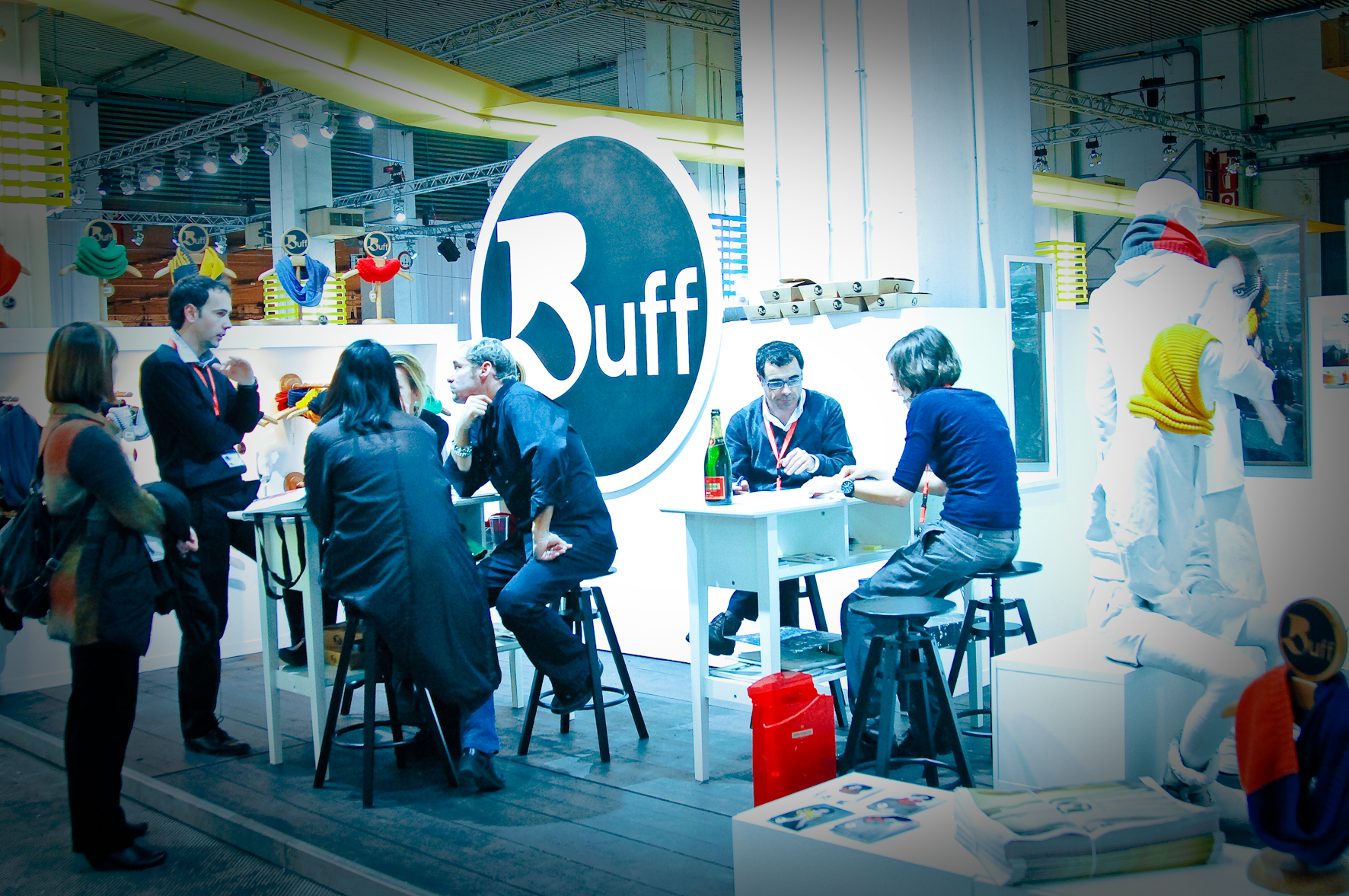
Buff, en la edición 2010
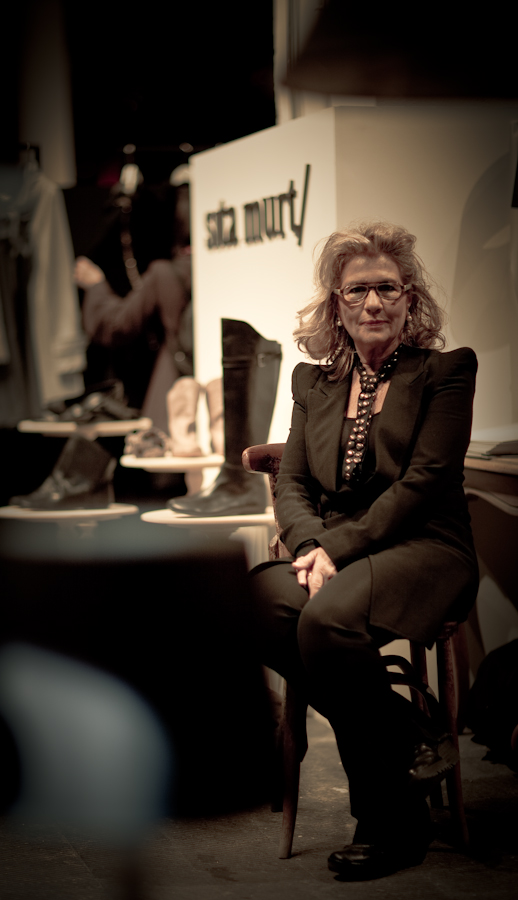
Sita Murt, en la edición 2010
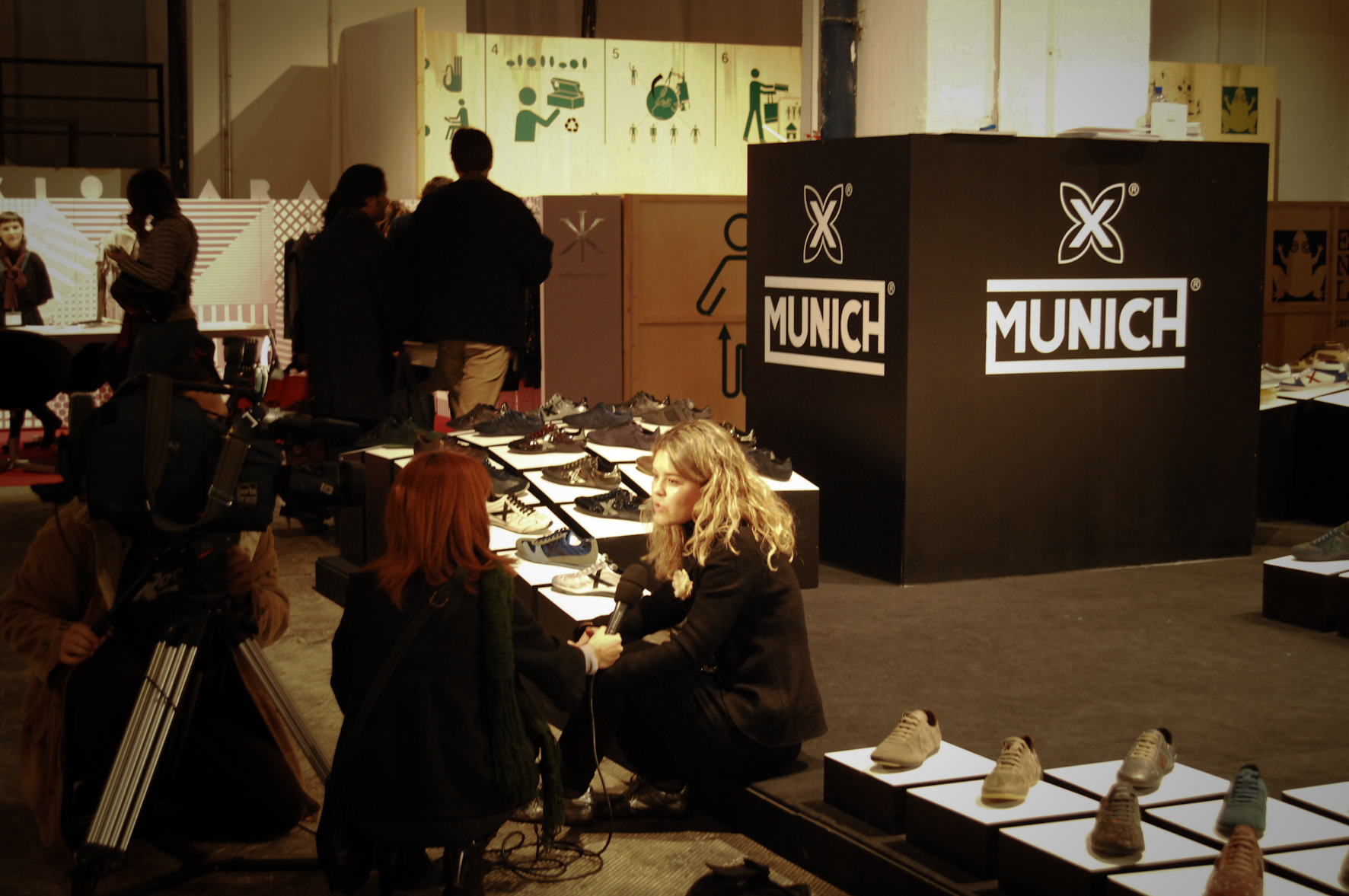
Munich (calzado deportivo), en la edición 2010
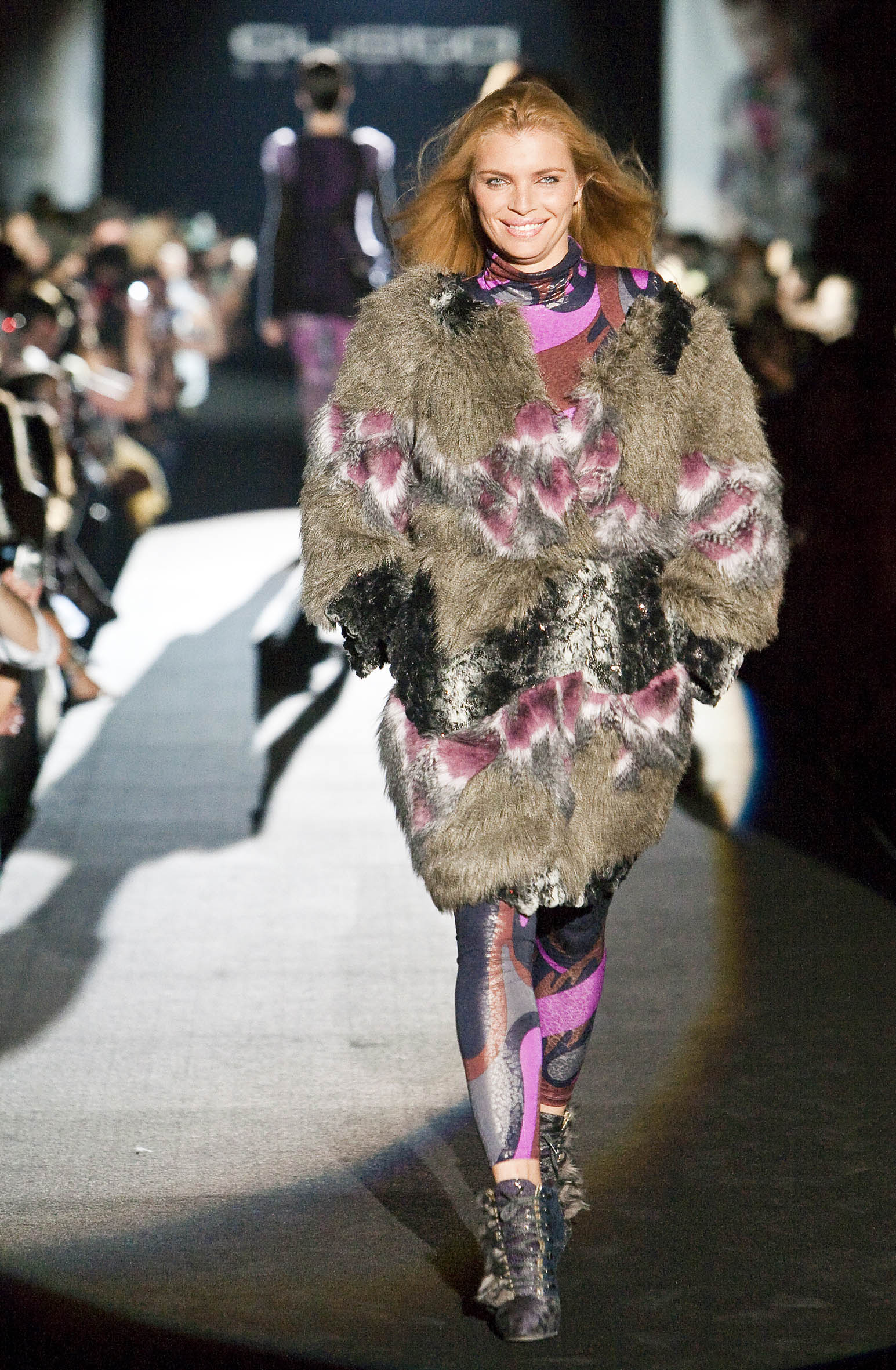
Custo Barcelona y la modelo Esther Cañadas (2010)
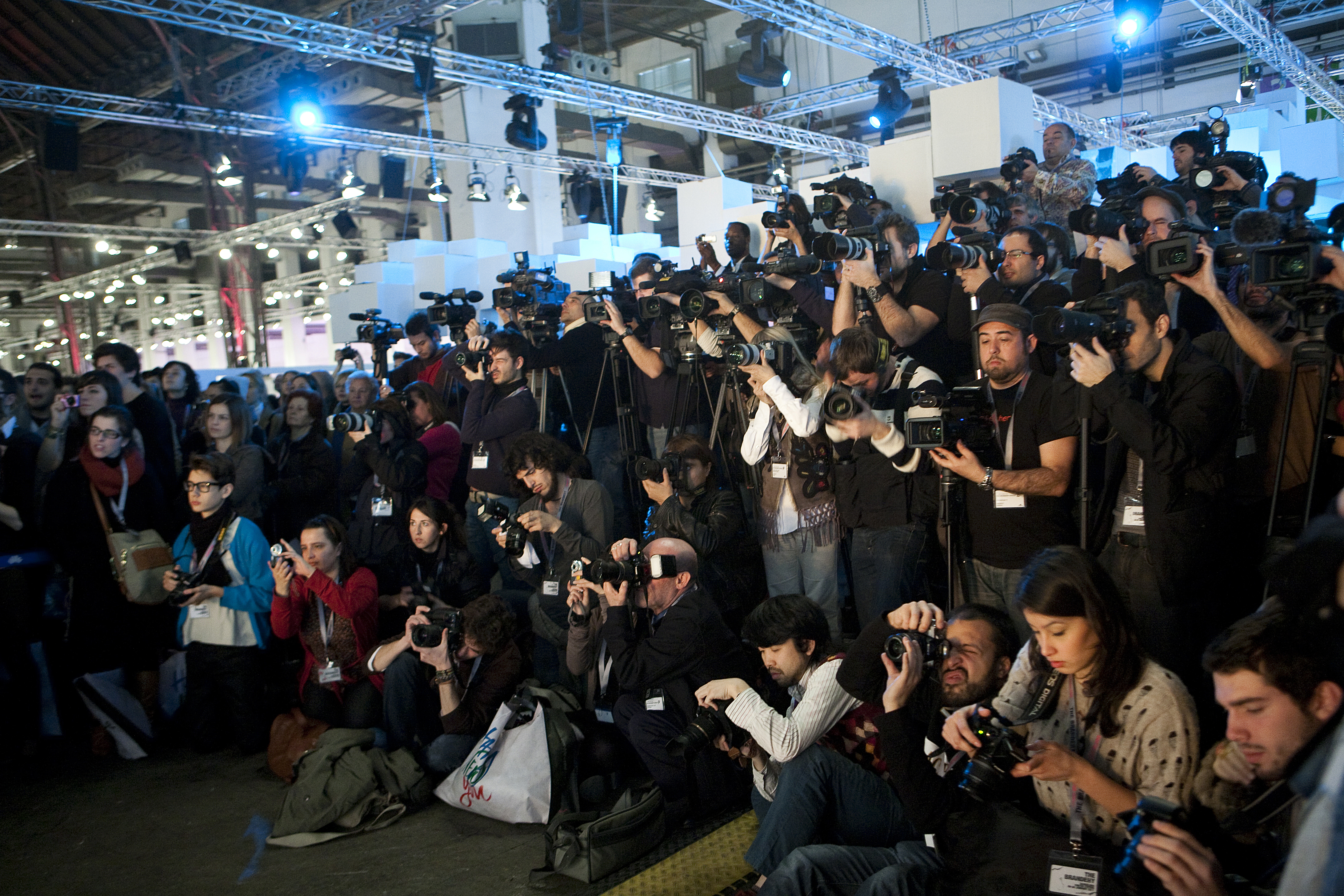
Fotógrafos de la pasarela (2010)